# Naucracio
San Naucracio (en griego: Ναυκράτιος), hijo de Basilio el Mayor y de Emilia de Cesárea. Era el hermano menor de Macrina la Joven y Basilio el Grande, y hermano mayor de Gregorio de Nisa y Pedro de Sebaste. Destacó por su erudición, por su devoción cristiana y por su vida de ermitaño.

## Vida
Casi todo lo que se sabe de Naucracio procede de su hermano, Gregorio de Nisa, en su Vida de Macrina: 

Segundo de los cuatro hermanos varones, Naucracio de nombre, que vino después del gran Basilio, sobresalió sobre los otros por sus dotes naturales, su fuerza, su velocidad y su habilidad para para conseguir cualquier cosa. Cuando alcanzó su vigésimo primer año, ya había dado tal demostración de sus estudios hablando en público, que toda la audiencia en el teatro estaba encantada. Fue guiado por la divina providencia para despreciar todo lo que ya estaba a su alcance y, atraído por un impulso irresistible, se retiró a una vida de soledad y pobreza. No se llevó nada más que a sí mismo, además de uno de sus sirvientes llamado Crisapio (Chrysapius), que le siguió debido al gran afecto que sentía hacia su amo y por la intención que se había formado para llevar la misma vida. Así que vivió solo, habiendo encontrado un lugar solitario a orillas del río Iris, que discurría por el medio del Ponto, por Armenia y por nuestras partes para descarga su corriente en el Mar Negro. En ese río, el joven encontró un lugar exuberante en árboles y una colina enclavada bajo la masa de la sobresaliente montaña. Allí vivió lejos de los ruidos de la ciudad y de las distracciones que rodean las vidas tanto del soldado como del defensor en los tribunales de justicia. Habiéndose liberado del estruendo de las preocupaciones que impide la vida superior del hombre, con sus propias manos cuidó a algunas personas mayores que vivían en la pobreza y la debilidad, considerando que era apropiado para su modo de vida hacer que el trabajo fuera su cuidado. Entonces, el generoso joven iba a las expediciones de pesca, y como era un experto en todas las formas de deporte, proporcionaba comida a sus agradecidos clientes por este medio.

Aunque era un orador con talento, en el 352 Naucracio abandonó esa carrera para convertirse en ermitaño no lejos de la finca familiar en Annesi. Se dedicó a dos tareas. La primera  cuidar a su madre; y la segunda, mantener a algunas personas mayores pobres más próximas. Llegó a ser un hábil cazador. El historiador Raymond Van Dam apunta que aquellos tiempos de Naucracio en la naturaleza le recordaban a sus abuelos, quienes, por un tiempo, huyeron a los bosques para evitar la persecución.
Durante cinco años, Naucracio hizo todo lo posible para asegurarse de que su madre se encontrara bien. Hasta que un día en 357 (o 358), después de haber comenzado una de sus habituales expediciones para proporcionar el sustento necesarios para los viejos que estaban a su cuidado, Naucracio y Crisantio murieron en un accidente de pesca. Su sorprendente muerte causó gran dolor a toda la familia. La profesora Anna Silvas sugiere que fue la muerte de Naucracio lo que llevó a Basilio de vuelta para retirarse a una ermita en las tierras de la familia.